# Арман
Арма́н (каз. Арман) — село у складі Костанайського району Костанайської області Казахстану. Входить до складу Майкольського сільського округу.
Населення — 297 осіб (2021; 297 у 2009, 268 у 1999, 260 у 1989).
До 1998 року село називалось Красний Передовик.